# Dvuretxki
Dvuretxki (en rus: Двуречки) és un poble de l'óblast de Lípetsk, a Rússia, que el 2013 tenia 1.736 habitants. Pertany al districte rural de Griazi.